# Penny Rimbaud
Penny Rimbaud, właśc. Jeremy John Ratter (ur. 8 czerwca 1943 w Northwood) – perkusista, poeta, pisarz, członek grupy artystycznej EXIT, oraz współzałożyciel prekursorskiego zespołu anarcho-punkowego Crass.

## Życiorys
W 1967 roku wespół z Gee Vaucher założył anarcho-pacyfistyczną komunę Dial House, związaną ze środowiskiem kontrkultury artystycznej, subkulturą post-hipisów i punków. Wraz z przyjacielem Philem Russellem (znanym również jako Wally Hope) zapoczątkował ruch wolnych festiwali, m.in. w Windsor i w Stonehenge.
Znany jest głównie z tego że współtworzył kolektyw artystyczno-anarchistyczny Crass oraz że był autorem tekstów tej grupy. W jego twórczości, celowo obrazoburczy i antyautorytarny styl mieszał z romantycznym liryzmem.
Autor kilku książek, z których najbardziej znane są jego wspomnienia połączone z manifestem anarchistycznym pt. Shibboleth – my revolting life. Polski przekład autorstwa Krystyny Biernackiej ukazał się w 2006 pt. Zbuntowane życie nakładem wydawnictwa Jirafa Roja.